# Der klügste Deutsche
Der klügste Deutsche war eine Quiz-Showreihe im ARD-Fernsehen. Moderiert wurde sie von Kai Pflaume. Sie lief erstmals unter dem Titel „Der klügste Deutsche 2011“ im Herbst 2011 mit drei Sendungen im Abendprogramm der ARD. Im Oktober 2012 wurde eine Neuauflage unter dem Titel „Der klügste Deutsche 2012“ ebenfalls mit drei Shows gesendet.

## Der klügste Deutsche 2011
Zwischen dem 8. Juli und dem 31. Juli 2011 fanden insgesamt zehn Kandidatencastings für die erste Showreihe in verschiedenen deutschen Großstädten statt. Basis der Auswahl war ein computergestützter Wissenstest. Die Castings fanden in einem Doppeldeckerbus statt und wurden intensiv gefilmt; diese Filmaufnahmen nahmen einen erheblichen Platz in den Shows ein. Als zusätzliches Element wurden diverse Aufnahmen gezeigt, in denen sich Aufnahmeteams in entlegene Gegenden u. a. an der Küste und in den Bergen begaben, um zu suggerieren, dass sie "überall" nach dem klügsten Deutschen gesucht hätten.
Die besten 100 Hirnakrobaten präsentierten sich dann der Jury aus Judith Rakers, Eckart von Hirschhausen und Matthias Opdenhövel, die zwölf Teilnehmer für beiden Halbfinalsendungen am 22. und 27. Oktober 2011 auswählte. Dort qualifizieren sich jeweils vier aus den zweimal sechs Kandidaten nach Absolvieren einer Schnellfragerunde und einer Praxisaufgabe für die Finalshow.
Die dritte Sendung war das Finale um den Titel „Der klügste Deutsche 2011“, dotiert mit einem Preis in Höhe von 100.000 Euro für den Sieger. Sie fand am 29. Oktober 2011 statt.
Nach Durchlaufen mehrerer Ausscheidungsrunden, in denen die Zahl der Kandidaten (4 Frauen, 4 Männer) von acht zunächst in vier Duellen auf vier, danach in der Viererrunde auf drei und in der Dreierrunde auf schlussendlich zwei weiter reduziert wurde, war der „klügste Deutsche“ abschließend unter den letzten beiden Kandidaten per – im Verfahren und Ergebnis nicht unumstrittenen – Telefonvoting zu bestimmen.
Umstritten blieb vor allem Hirschhausens Appell, die kürzere Zeit, Wissen anzusammeln, für den jüngeren Kandidaten beim Voting zu berücksichtigen. Die Zuschauer wählten hier mit 86,3 Prozent den 26-jährigen Studenten Sebastian Runde zum Sieger. Platz 2 wurde von dem Versicherungsfachwirt Michael Buscher (44) belegt, Platz 3 von der Pilotin Julia Peukert (30).
Produziert wurde die Showreihe von der i&u TV Fernsehproduktionsgesellschaft.

## Der klügste Deutsche 2012
Die Produktion von "Der klügste Deutsche 2012" begann mit acht Castings im Mai und Juni 2012 in deutschen Großstädten erneut im Doppeldeckerbus mit zusätzlichen Terminen für Castings in Hotels, analog zum Konzept von 2011. In verschiedenen Medien wurde bekannt gegeben, dass in der weiterhin dreiköpfigen Jury Eckart von Hirschhausen durch Frank Plasberg ersetzt wurde. Matthias Opdenhövel und Judith Rakers gehören der Jury erneut an.
Die erste Sendung von "Der klügste Deutsche 2012" mit dem ersten Halbfinale der Quizshow wurde am 20. Oktober 2012 gesendet.
Die zweite Sendung von "Der klügste Deutsche 2012" mit dem zweiten Halbfinale wurde am 25. Oktober 2012 gesendet, das Finale am 27. Oktober 2012.
Die Kandidaten mussten erneut Schnellfragerunden und anschließend Sachaufgaben bestehen. In den Halbfinals traten jeweils acht Kandidaten an, von denen je vier das Finale erreichten. Erneut wurden viele Aufnahmen von den Castings in der Show eingespielt. Außerdem wurden erneut Aufnahmen von entlegenen Orten abseits der Castings gezeigt.
Nach mehreren Spielrunden, in denen einige Teilnehmer ausschieden, mussten sich die letzten beiden Kandidaten der Zuschauerabstimmung stellen. Norbert Kempinski wurde mit 54 % zum Sieger gewählt. Den zweiten Platz belegte Jochen Mocek.